# Koronamassutkastning

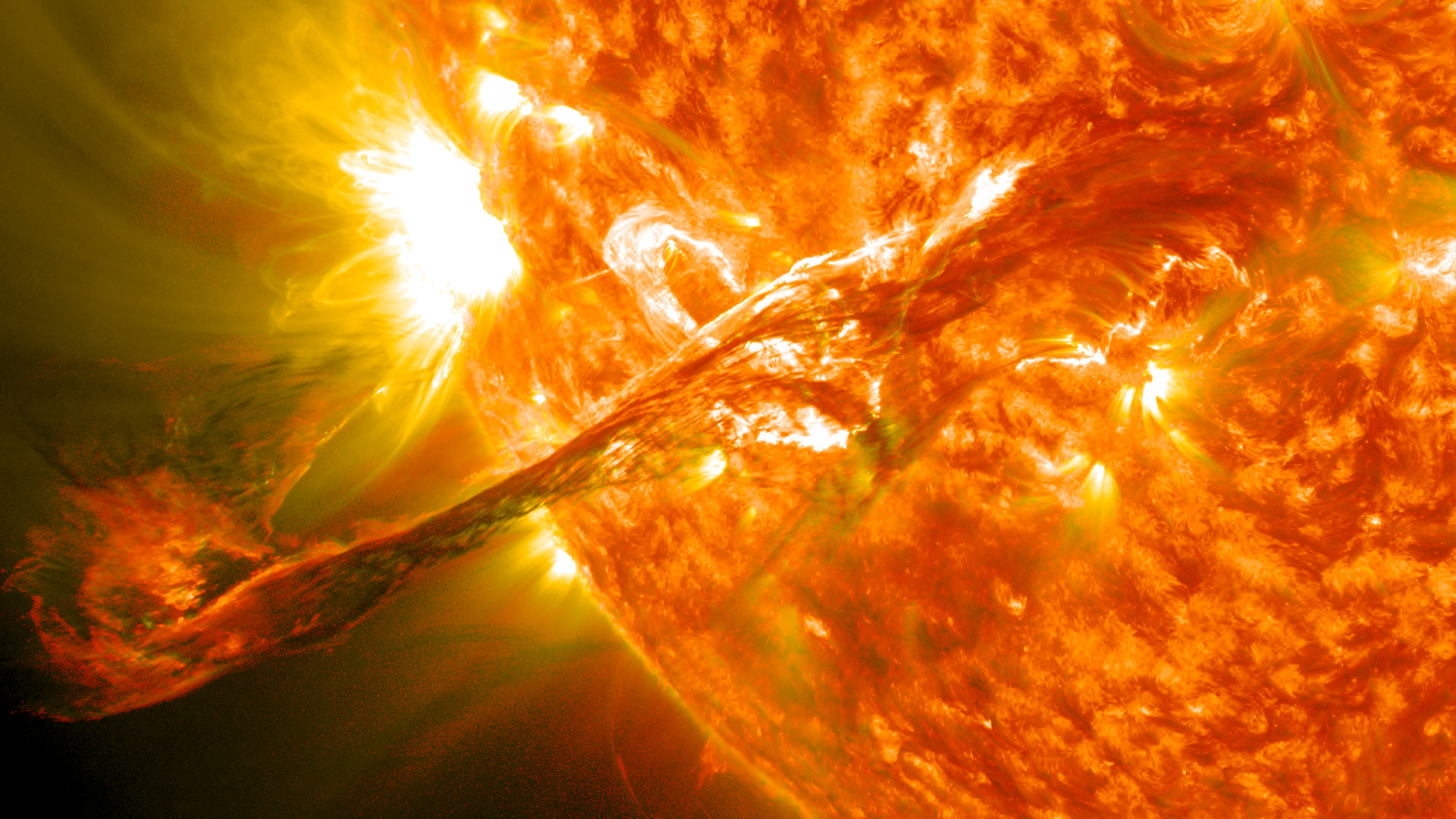
Koronamassutkastning 31 augusti 2012

Koronamassutkastning, ofta förkortat CME efter engelskans coronal mass ejection, inträffar då mycket stora mängder partiklar kastas ut med solvinden till följd av stora explosioner på solens yta. Koronamassutkastningar är ett viktigt solfenomen som bland annat påverkar rymdvädret. Om en CME når jorden kan den påverka jordens magnetosfär och på så vis ge upphov till en geomagnetisk storm. Geomagnetiska stormar kan störa bland annat radio- och kraftöverföringar, men kan även ge polarsken.